# Naiad (vệ tinh)
Naiad (/ˈneɪ.əd/ NAY-ədNAY-əd or /ˈnaɪ.əd/ NY-ədNY-əd; tiếng Hy Lạp: Ναϊάδ-ες), cũng được biết tới là Neptune III, là vệ tinh trong cùng của Sao Hải Vương, được đặt tên theo các Nữ thần nước trong thần thoại Hy Lạp.

## Lịch sử
Vệ tinh Naiad được khám phá đâu đó vào khoảng giữa tháng 9 năm 1989 từ những bức ảnh được chụp bởi tàu thăm dò Voyager 2. Là vệ tinh cuối cùng được phát hiện trong chuyến bay ngang qua, nó được đặt ký hiệu tạm thời là S/1989 N 6. Khám phá được công bố vào ngày 29 tháng 9 năm 1989, trong IAU Circular số 4867, những bài viết chỉ nhắc tới "25 khung hình được chụp trong 11 ngày", như vậy ngày khám phá của nó rơi vào đâu đó trước ngày 18 tháng 9. Tên của nó được đặt vào ngày 16 tháng 9 năm 1991.

## Đặc điểm vật lý
Vệ tinh Naiad có hình dáng dị thường và có lẽ không bị thay đổi bởi bất cứ quá trình địa chất bên trong nào kể từ khi hình thành. Có khả năng nó là một mớ mảnh vụn tái hình thành quanh một hạt nhân từ các mảnh vụn còn sót lại của vệ tinh gốc của Sao Hải Vương, thứ bị đập vỡ bởi sự nhiễu loạn gây ra bởi Triton ngay sau khi vệ tinh này bị bắt giữ với một quỹ đạo ban đầu có độ lệch tâm lớn.

## Đặc điểm quỹ đạo
Naiad có quỹ đạo khoảng 23,500 km trên đỉnh những đám mây của Sao Hải Vương. Vì con số này là thấp hơn bán kinh quỹ đạo đồng bộ nên quỹ đạo của nó bị thay đổi dần dần do sự giảm tốc độ thủy triều và có lẽ cuối cùng sẽ tác động lên khí quyển của Sao Hải Vương, hoặc tan rã thành một vành đai hành tinh khi vượt qua giới hạn Roche của nó. Naiad quay quanh Sao Hải Vương bên trong giới hạn Roche di động của nó, và khối lượng riêng của nó đủ thấp để khiến nó đã trở nên rất gần với giới hạn Roche thực sự.

## Khám phá
Kể từ chuyến bay ngang qua của tàu Voyager 2, hệ thống Sao Hải Vương đã được nghiên cứu một cách rộng lớn từ các cuộc quan sát từ mặt đất và cả Kính viễn vọng không gian. Vào năm 2002–03, kính viễn vọng Keck quan sát được hệ thống này bằng cách sử dụng adaptive optic và phát hiện một cách dễ dàng bốn vệ tinh bên trong lớn nhất. Thalassa được phát hiện ra với một số quá trình xử lý ảnh, nhưng Naiad không được xác định vị trí. Hubble có khả năng phát hiện mọi vệ tinh đã biết và có thể cả những vệ tinh mới mờ hơn những cái được tìm thấy bởi Voyager 2. Vào ngày 8 tháng 10 năm 2013 Viện SETI công bố rằng vệ tinh Naiad đã được xác định vị trí trong những bức ảnh Hubble lưu trữ từ năm 2004. Nghi ngờ rằng việc không xác định được vị trí là do những lỗi đáng kể trong lịch thiên văn của Naiad được chứng minh là đúng khi Naiad sau cùng được xác định vị trí cách 80 so với vị trí mong đợi của nó.